# Bouloc (Alta Garonna)
Bouloc è un comune francese di 4 162 abitanti situato nel dipartimento dell'Alta Garonna nella regione dell'Occitania. Appartiene alla comunità di comuni del Frontonnais.

## Chiesa "Notre Dame"

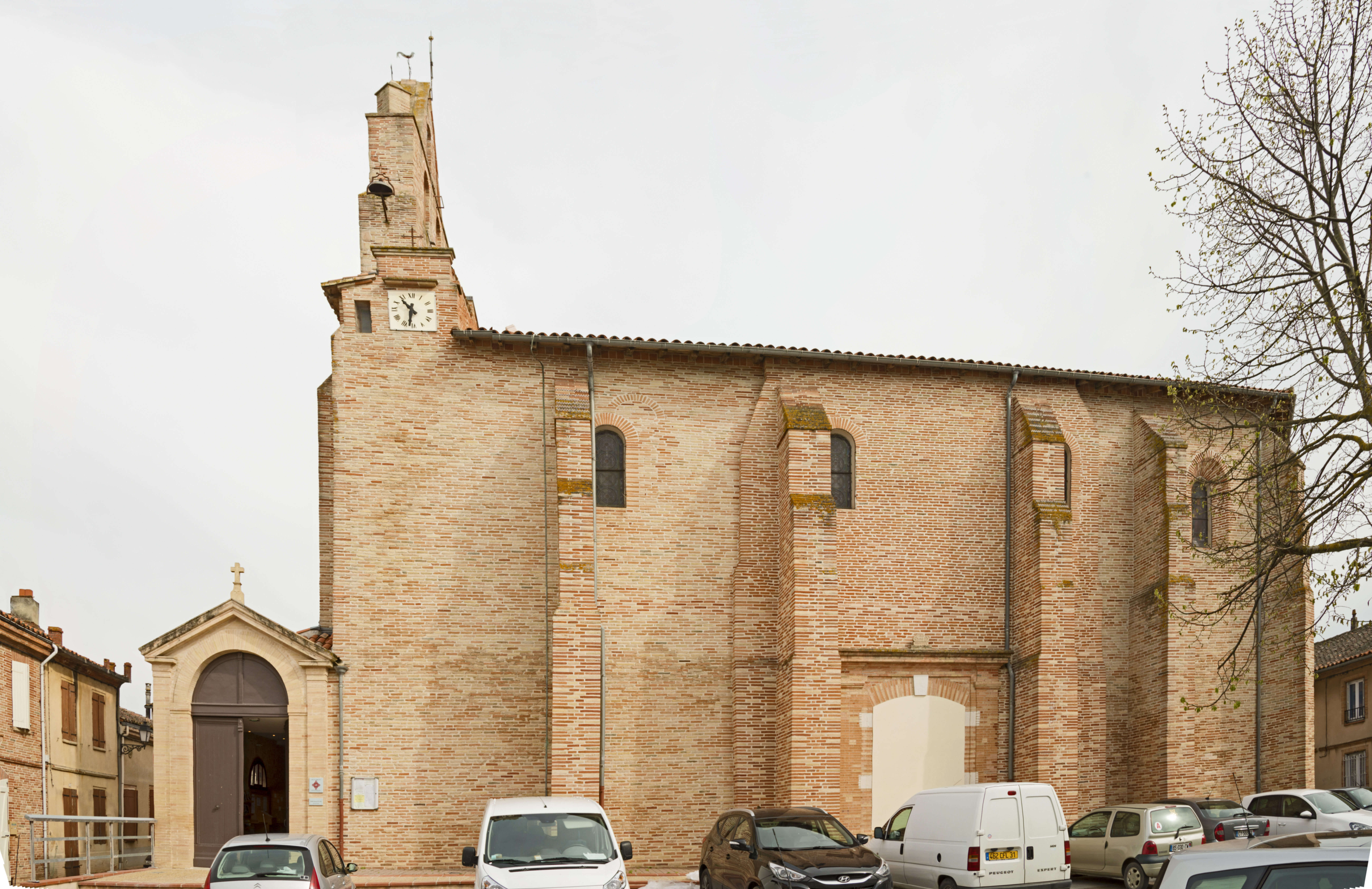
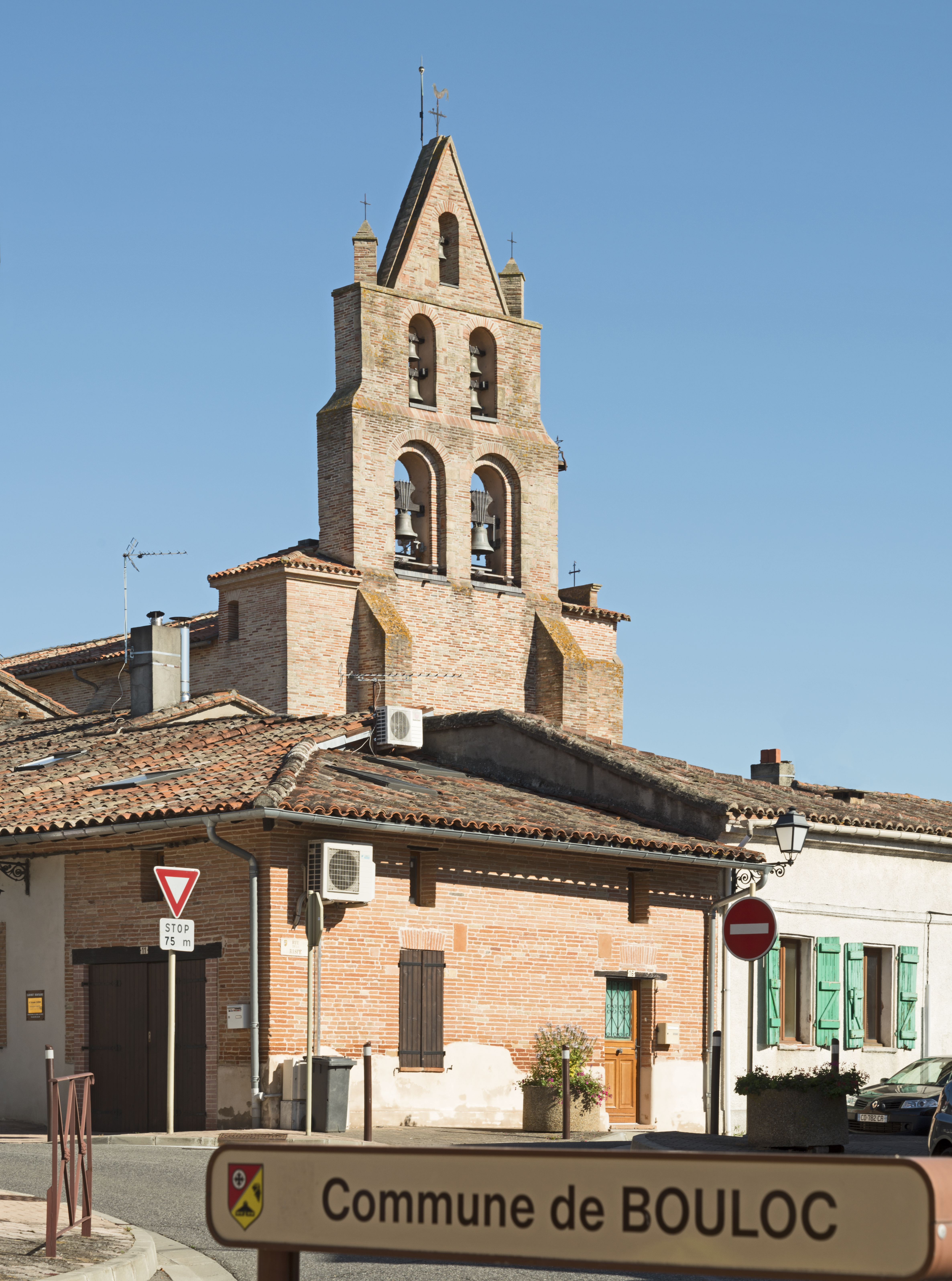
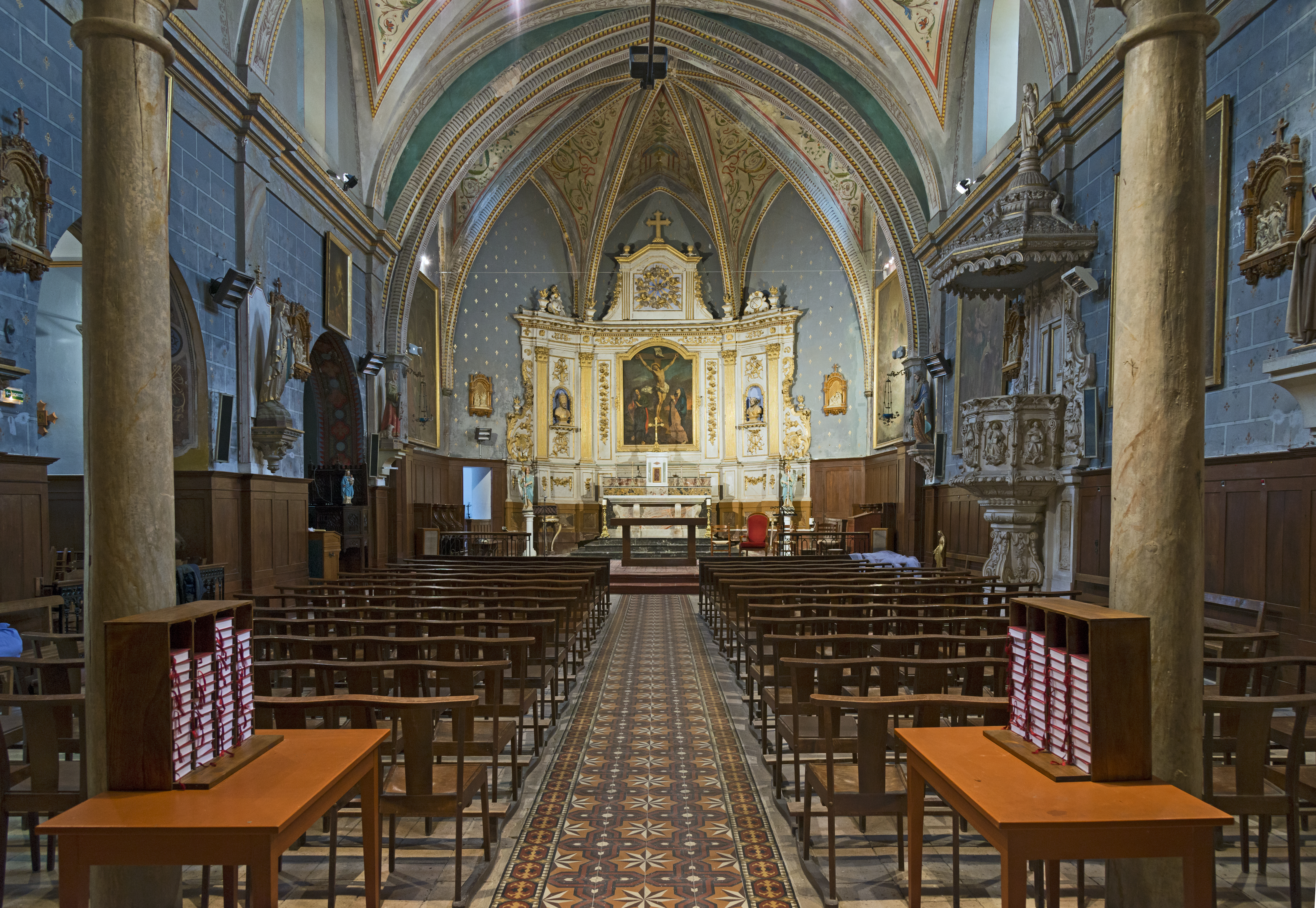
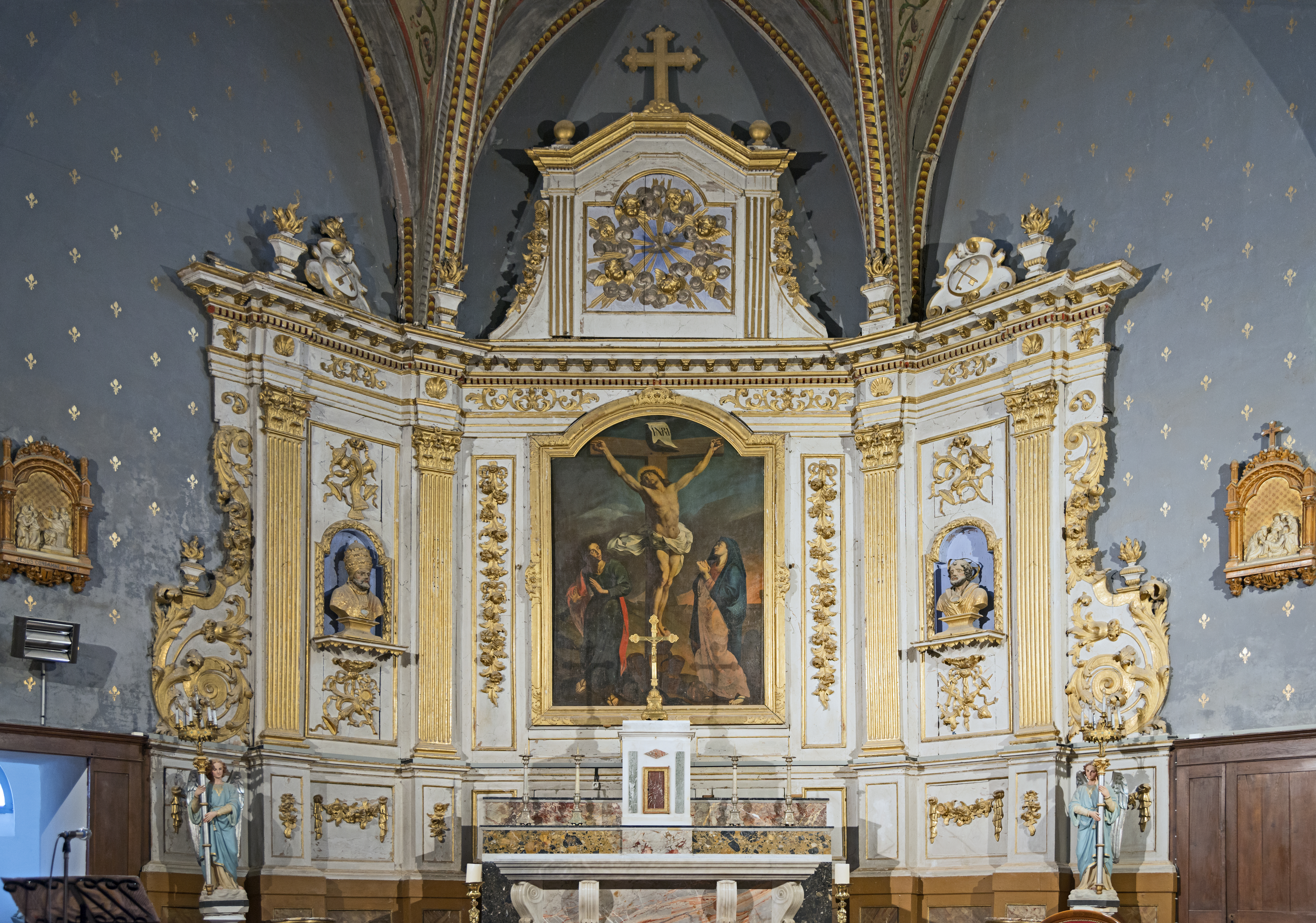
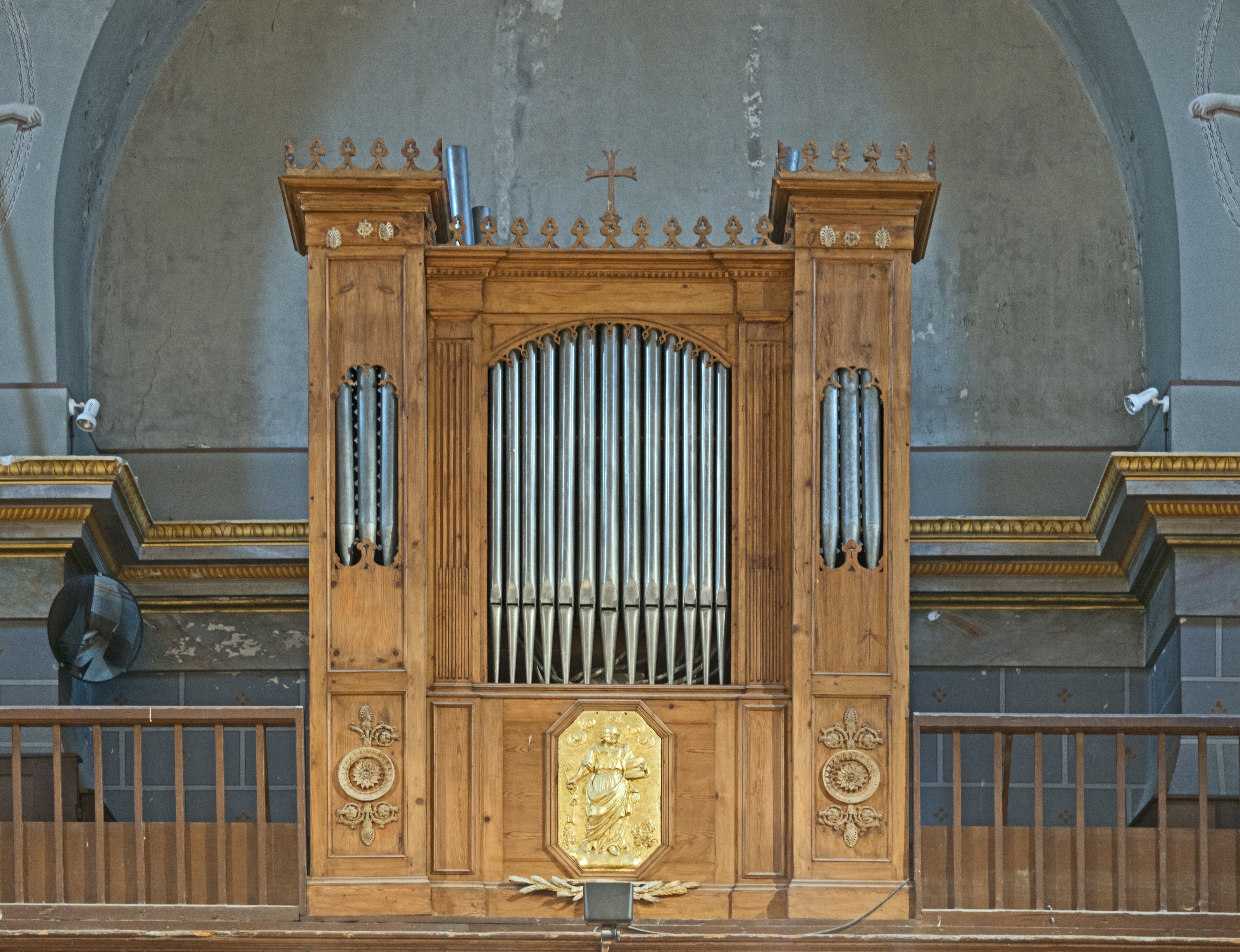
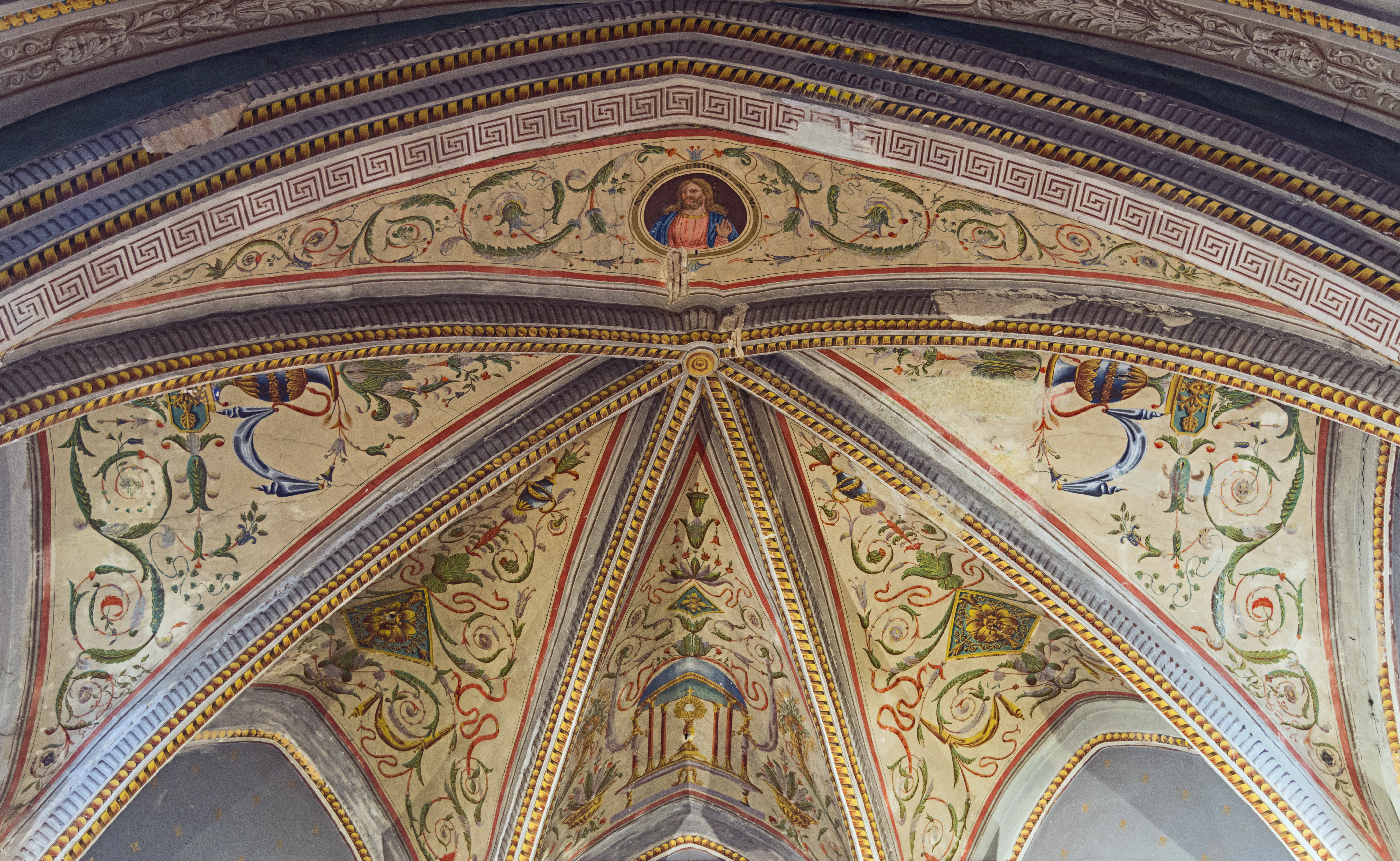

## Società

### Evoluzione demografica
Abitanti censiti